# Poreče (Vipava)
Poreče falu Szlovéniában, a Goriška statisztikai régióban, a Vipava-folyó felső szakaszán, a Vipava-völgyben fekszik, Podnanostól északi irányban. Közigazgatásilag Vipavához tartozik.

## Fordítás
- Ez a szócikk részben vagy egészben  a   Poreče, Vipava című angol Wikipédia-szócikk ezen változatának fordításán alapul.  Az eredeti cikk szerkesztőit annak laptörténete sorolja fel. Ez a jelzés csupán a megfogalmazás eredetét és a szerzői jogokat jelzi, nem szolgál a cikkben szereplő információk forrásmegjelöléseként.